# Cervera del Maestre (kommunhuvudort)
Cervera del Maestre är en kommunhuvudort i Spanien.   Den ligger i provinsen Província de Castelló och regionen Valencia, i den östra delen av landet, 300 km öster om huvudstaden Madrid. Cervera del Maestre ligger 273 meter över havet och antalet invånare är 627.
Terrängen runt Cervera del Maestre är kuperad åt sydväst, men åt nordost är den platt. Terrängen runt Cervera del Maestre sluttar österut. Runt Cervera del Maestre är det ganska tätbefolkat, med 139 invånare per kvadratkilometer. Närmaste större samhälle är Benicarló, 13,4 km öster om Cervera del Maestre. Trakten runt Cervera del Maestre består till största delen av jordbruksmark.